# Whaley Bridge
Whaley Bridge ist eine Kleinstadt im District High Peak in der Grafschaft Derbyshire in England. Sie liegt etwa 26 Kilometer südöstlich von Manchester, 11 Kilometer nördlich von Buxton, 14 Kilometer östlich von Macclesfield und 45 Kilometer westlich von Sheffield. Bei der Volkszählung von 2011 hatte die Stadt incl. den Orten Furness Vale, Horwich End, Bridgemont, Fernilee, Stoneheads und Taxal 6455 Einwohner. Die Stadt liegt am River Goyt.

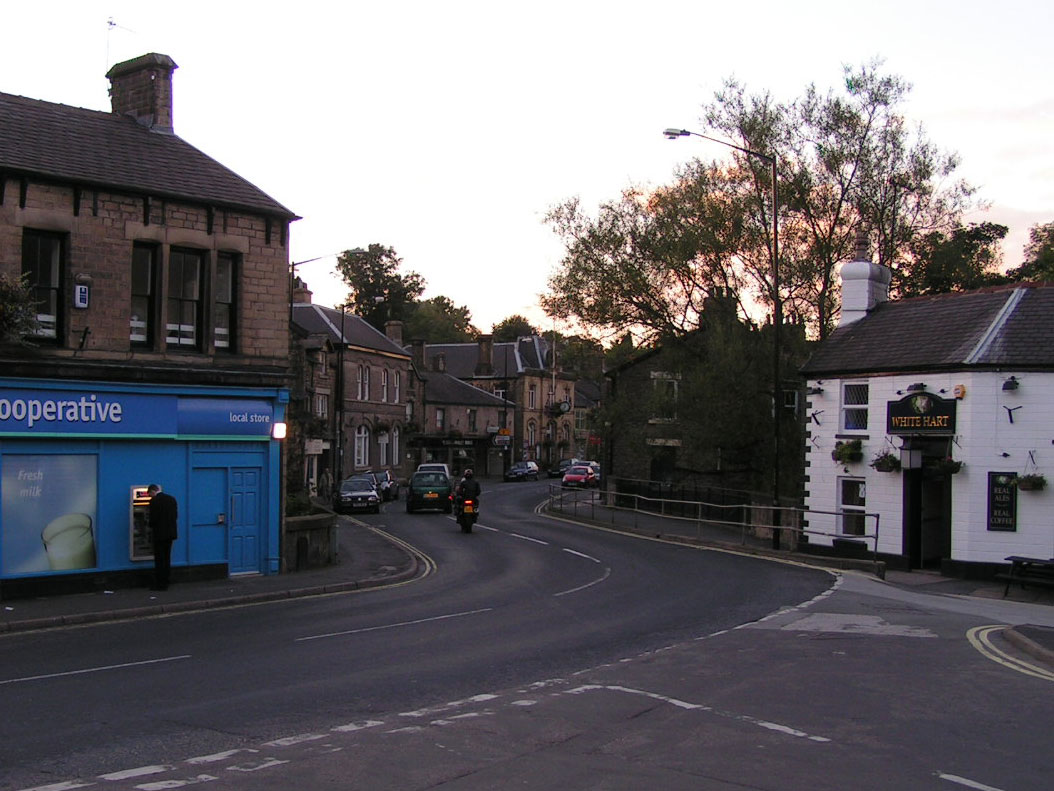
Whaley Bridge (2005)
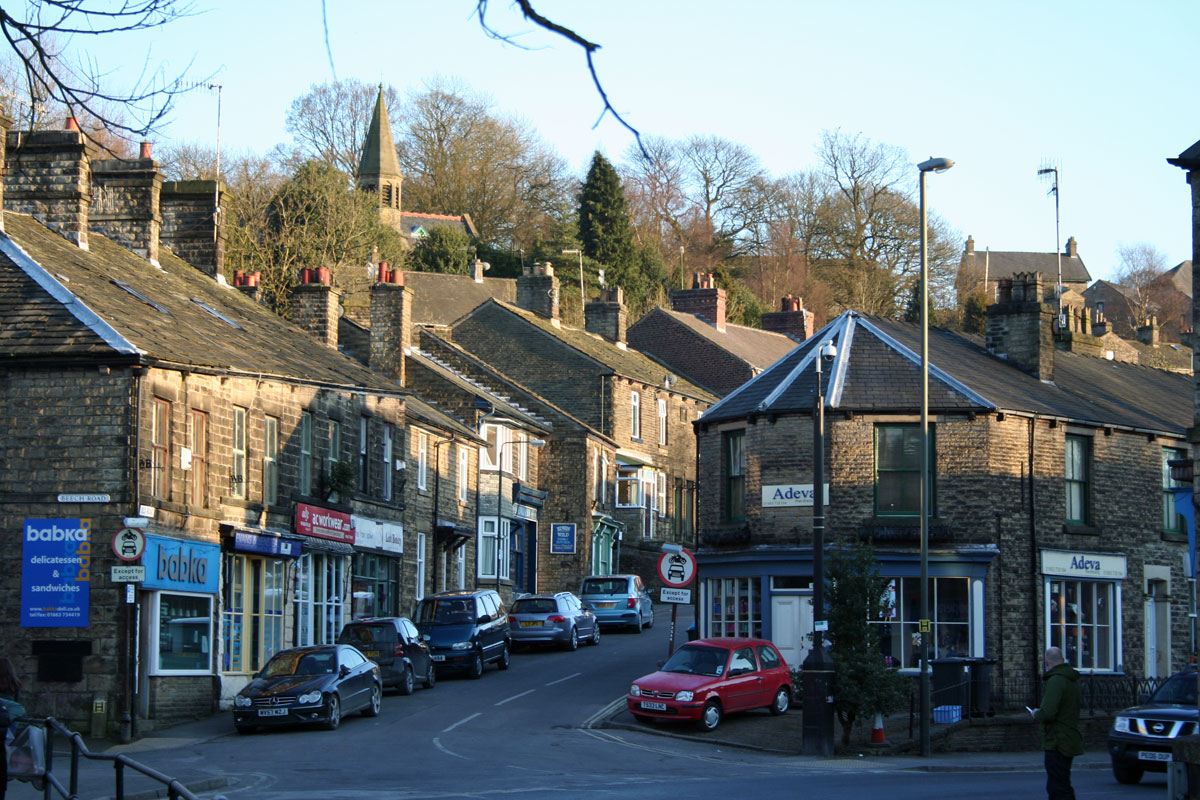
Whaley Bridge (2010)
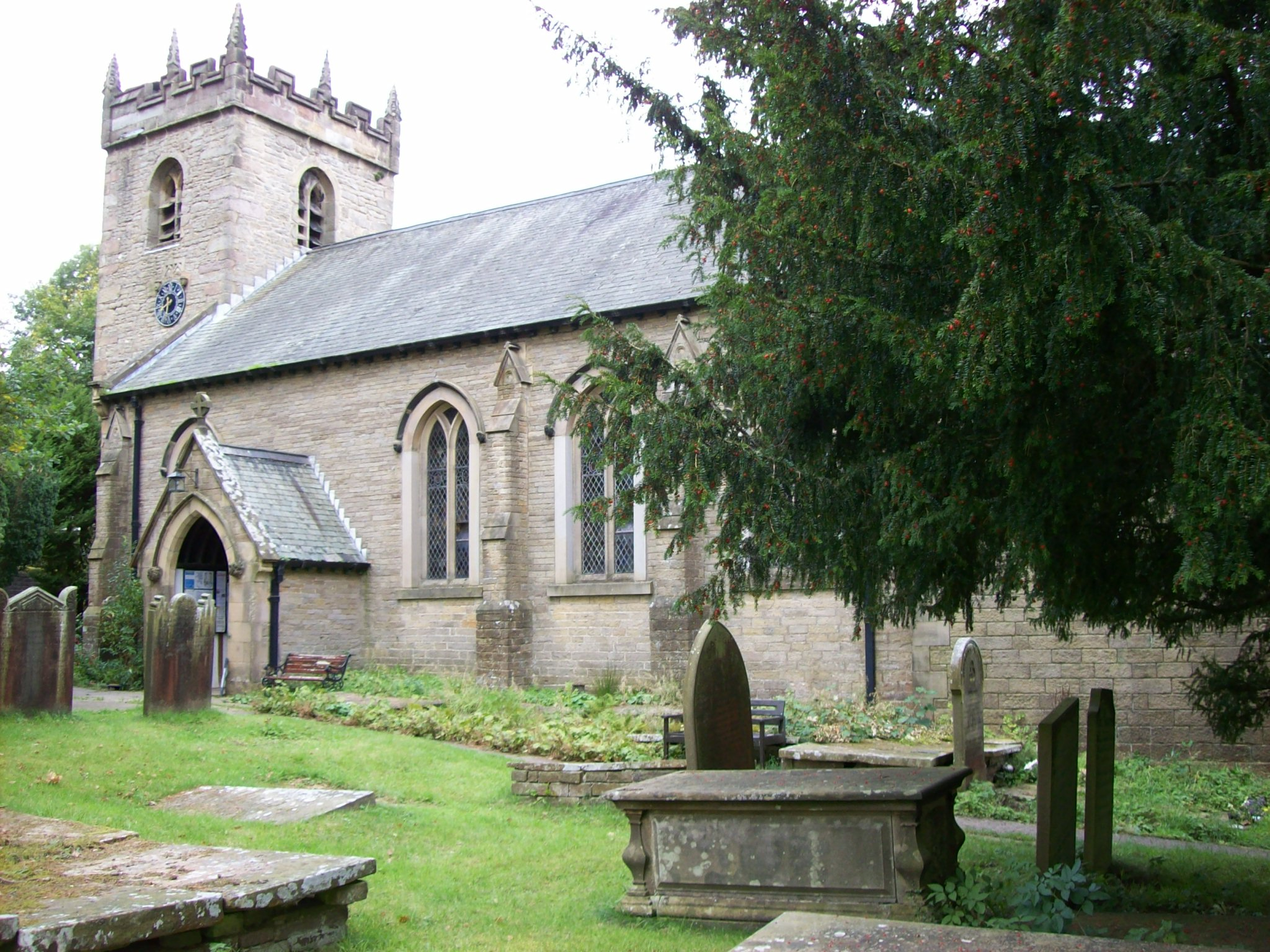
St. James (2010)
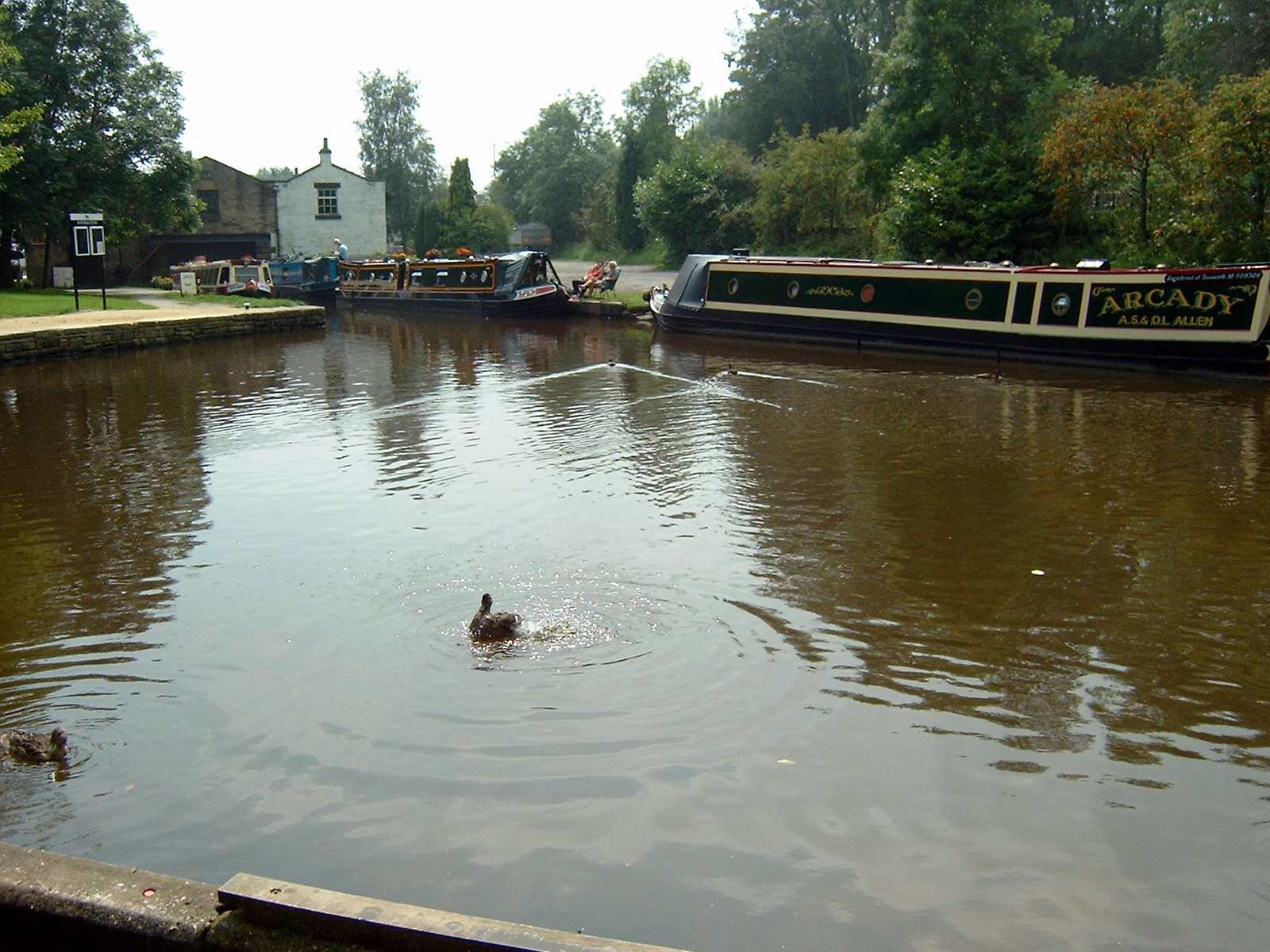
Kanal (2004)